# Flexity Link

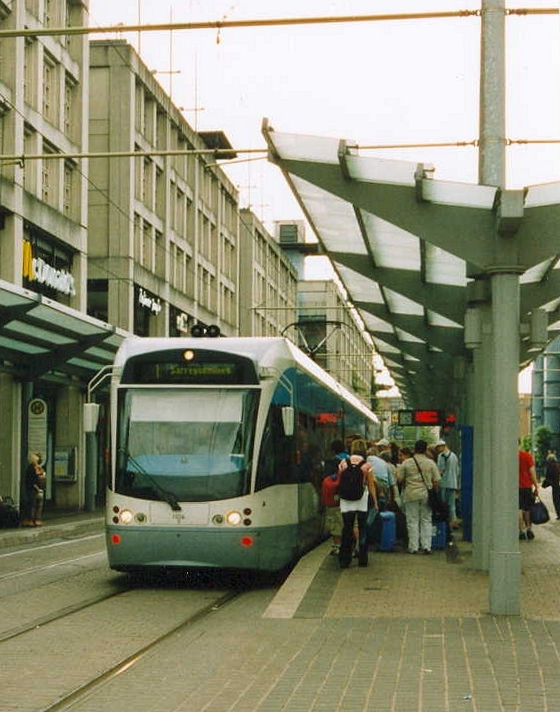
Flexity Link in Saarbrücken

Flexity Link (ook bekend als S1000) is een tramtreinvoertuig van Bombardier Transportation. Tot op heden wordt dit tramtype alleen ingezet op de Saarbahn.
De Flexity Link is 37 meter lang en 2,65 meter breed en biedt plaats aan 96 zittende en 147 staande reizigers. De trams hebben ook een lagevloergedeelte. De trams kunnen zowel op 750 volt gelijkspanning als 15.000 volt wisselspanning rijden. De maximumsnelheid bedraagt 100 km/h.
De eerste 15 Flexity Links voor de Saarbahn werden in 1997 en '98 gebouwd (serie 1001-1015). In 2000 kwamen daar nog 13 trams bij (serie 1016-1028).